# Smyslový orgán

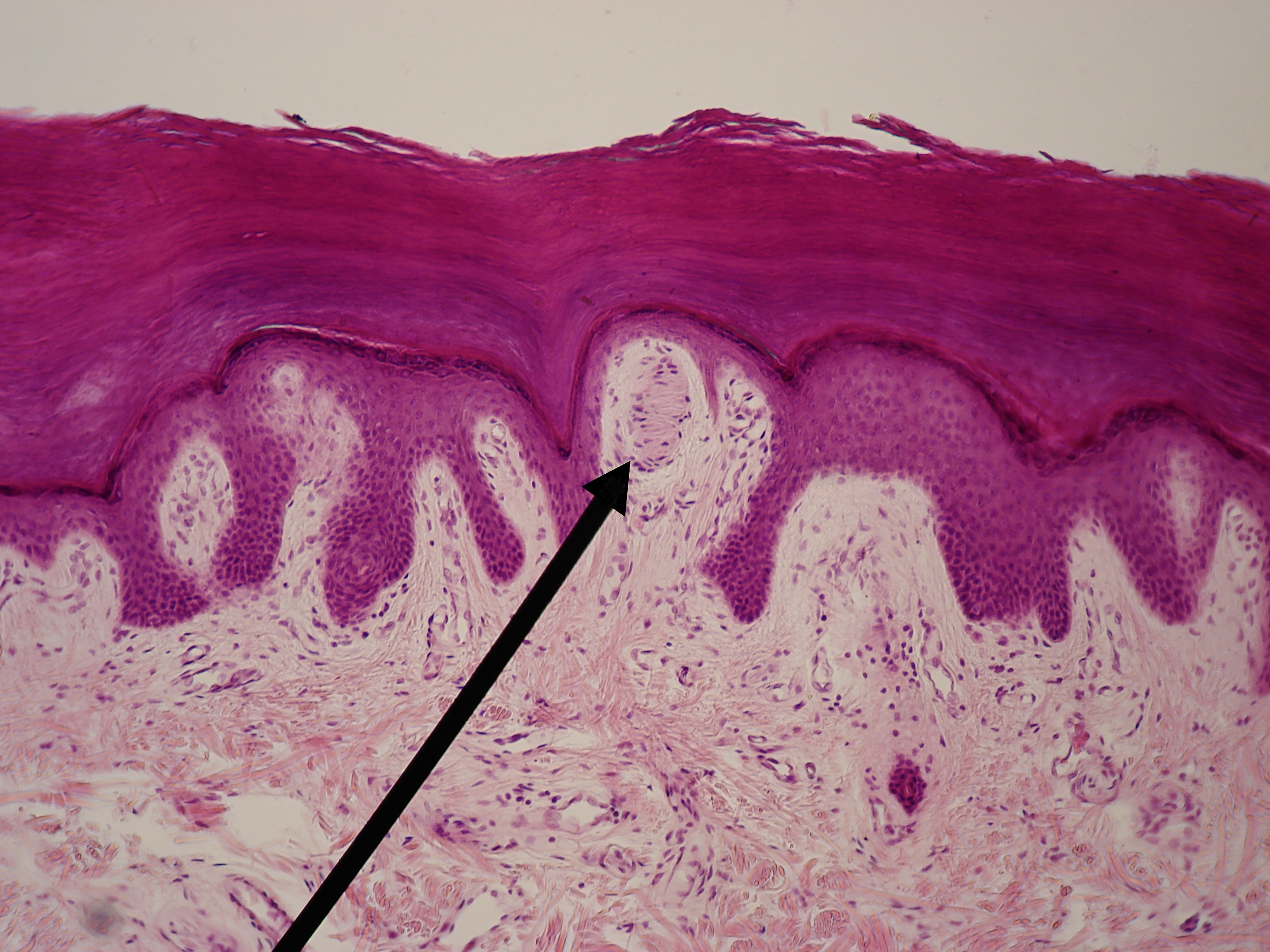
přiblížený smyslový receptor

Smyslový orgán (smyslový receptor) umožňuje přijímat mechanické, tepelné, chemické či světelné podněty.
Podle druhu podnětu rozlišujeme:
- mechanoreceptory - vnímání mechanického napětí a tlaku, včetně akustického
- receptory polohy (resp. receptory tíhového pole), pohybu a zrychlení (např. receptory vestibulárního aparátu)
- receptory elektromagnetického záření:
  - receptory světla (fotoreceptory) a ultrafialového záření (tyčinky a čípky v oku, receptory polarizace světla u strašků)
  - receptory infračerveného záření (např. loreální jamky hadů)
- termoreceptory - vnímání chladu nebo tepla, případně obojího (v pokožce i vnitřních orgánech)
- elektroreceptory - vnímání elektrického pole (např. Lorenziniho ampule)
- magnetoreceptory - vnímání magnetického pole (u ptáků, měkkýšů, hmyzu)
- chemoreceptory - vnímání chemického složení vnějšího nebo vnitřního prostředí (čidla chuti, čichu)
- osmoreceptory - vnímání osmotického tlaku na vnitřních rozhraních
- nociceptory - vnímání bolesti

Podle zaměření smyslu rozlišujeme:
- exteroreceptory pro vnímání vnějších podnětů (hmatové receptory, sluchové receptory, receptory vnímání světla apod.)
- interoreceptory pro vnímání vnitřních podnětů (mechanoreceptory vnitřních orgánů - pulmonárního napětí, napětí v orgánech trávicí soustavy, napětí ve stěně močového měchýře, senzory tlaku (baroreceptory) v oběhové soustavě apod.; vnitřní chemoreceptory - např. hladiny kyslíku a CO2 v mozku; receptory vnitřní bolesti apod.)
- proprioreceptory vnímající polohu těla a vzájemnou relativní polohu a pohyb jeho částí (senzory napětí svalů, Golgiho šlachová tělíska, receptory vestibulárního aparátu...)

Receptory mají vždy dvě hlavní stavební a funkční složky: smyslové buňky a nervová vlákna.